# AVI格式
AVI是英语Audio Video Interleave（“音频视频交织”或译为“音频视频交错”）的首字母缩写，由微软在1992年11月推出的一种多媒体文件格式，用于对抗苹果Quicktime的技术。现在所说的AVI多是指一种封装格式。

## AVI封装概述
尽管AVI已经属于老旧的技术，但是由于Windows的通用性，和简单易懂的开发API，仍被广泛使用。
AVI的文件结构分为“头部”，“主体”和“索引”三部分。主体中图像数据和声音数据是交互存放的。从尾部的索引可以索引跳到自己想放的位置。
AVI将视频和音频封装在一个文件裡，其顺序是：若干视频帧（Video Frame）之后接着若干音频帧（Audio Frame），再然后是视频帧、音频帧，故名为“音频视频交织”，意即音频和视频按帧交错排列，以此达到音频同步于视频播放的效果。和DVD视频格式一样，AVI文件支持多视频流和音频流，虽然这些功能很少使用。大多数AVI文件还支持由Matrox OpenDML集团于1996年2月开发的格式后缀。这些文件非正式的称为“AVI 2.0”，并得到微软的支持。
AVI本身只是提供了这么一个框架，内部的图像数据和声音顺据格式可以是任意的编码形式。但是由于索引放在了文件尾部，所以在播放internet流媒体时已属力不从心。

## AVI封装软件
较知名的有
- VirtualDub（VirtualDub MOD）
- AVI-Mux（命令行版本及GUI版本AVI-Mux GUI）

## AVI能使用的編碼
- 影像檔案種類（括号内表示的是此视频的FourCC）
  - MPEG-1/-2（MPEG/MPG1/MPG2）
  - MPEG-4（MP4V/XVID/DX50/DIVX/DIV5/3IVX/3IV2/RMP4）
  - MS-MPEG4（MPG4/MP42/MP43）
  - WMV7/WMV8/WMV9（WMV1/WMV2/WMV3）
  - DV（DVSD/DVIS）
  - Flash Video（FLV1/FLV4）
  - Motion JPEG（MJPG）
  - Lossless JPEG（LJPG）
  - H.264（AVC1/DAVC/H264/X264）
  - H.263（H263/S263）
  - H.261（H261）
  - Huffyuv（HFYU）
  - AVIzlib（ZLIB）
  - AVImszh（MSZH）
  - Theora（THEO）
  - Indeo Video（IV31/IV32）
  - Cinepak（cvid）
  - Microsoft Video 1（CRAM）
  - On2VP3（VP30/VP31）
  - On2VP4（VP40）
  - On2 VP6（VP60/VP61/VP62）
  - VC-1（WVC1）

- 音頻
  - PCM
  - MP3（0x0055）
  - AC-3（0x0092）
  - AAC
    - HE-AAC
    - LC-AAC

  - FLAC
  - Indeo Audio
  - TrueSpeech
  - WMA
  - Vorbis

編碼組合能根據以下的例子自由選擇。
- (DivX或XviD+MP3).avi，
- (H.264+MP3).avi
- (WMV9+MP3).avi

以XviD+MP3构成的AVI最为常见。

## AVI影片播放器
- QuickTime：屬於Apple公司，兼容QuickTime的AVI文件可以用QuickTime播放
- VLC媒體播放器：屬於VideoLAN組織，除了播放AVI格式，還可以支持很多其他格式
- RealPlayer：屬於RealNetworks
- DivX Player：屬於DIVX公司
- GOM Player：屬於Gretech Corporation，只能運行於Windows平台
- Windows Media Player：屬於Microsoft，只能運行於Windows平台上

## 外部連結
- .AVI Glossary（页面存档备份，存于）